# KSK Tongeren
Der Koninklijke Sportkring Tongeren  ist ein belgischer Fußballverein aus Tongeren.

## Geschichte
Der KSK Tongeren entstand 1969 aus der Fusion aus des 1908 gegründeten Cercle Sportif Tongrois und dem 1916 gegründeten Patria FC Tongres. Nachdem die beiden Klubs jeweils zeitweise im höherklassige Fußball vertreten waren, aber zwischenzeitlich in die Niederungen der Ligapyramide abgestiegen waren, startete der Fusionsklub als Viertligist. Die Synergien erwiesen sich schnell als erfolgreich bereits zwei Jahre später war die von Josef Bican trainierte Mannschaft in die Zweitklassigkeit durchmarschiert. Hier etablierte sie sich schnell im vorderen Mittelfeld, 1975 und 1976 erreichte sie jeweils die letztlich erfolglos gestalteten Aufstiegsrunde ebenso wie 1978, als sie punktgleich dem Konkurrenten Berchem Sport aufgrund der um ein Tor schlechteren Tordifferenz geschlagen geben musste. Nach weiteren Teilnahmen in der Aufstiegsrunde gelang 1981 als Zweitligameister der Aufstieg in die Erste Division.
Als Liganeuling belegte KSK Tongeren den zehnten Tabellenplatz, stieg aber in der folgenden Spielzeit wieder ab. Mehrfach verpasste die Mannschaft knapp den erneuten Einzug in die Aufstiegsspiele, im Duell mit dem KFC Winterslag verpasste die jedoch dort den Wiederaufstieg. In der Folge rutschte sie in den Endklassements ab, 1990, 1991 und 1992 belegte sie jeweils den letzten Nichtabstiegsplatz. 1996 folgte gemeinsam mit KTH Driest der Abstieg in die Drittklassigkeit, in der der Klub in der Folgezeit lange spielte. 2006 fusionierte er mit dem FC Hedera Millen zum KSK Tongeren Hedera Millen. 2010 stieg der Klub in die Viert-, zwei Jahre später in die Fünftklassigkeit ab.
2014 traf der KSK Tongeren Hedera Millen mit dem Lokalkonkurrenten KVC Heur VV eine Vereinbarung zu einer Kooperation und einer zukünftigen Fusion. In diesem Zusammenhang benannte sich der Verein in KSC Tongeren um. 2021 kam es letztlich zur anvisierten Fusion zwischen den beiden Vereinen, der Fusionsverein kehrte zur Bezeichnung KSK Tongeren zurück.